# Villers-sur-Bonnières

Villers-sur-Bonnières este o comună în departamentul Oise, Franța. În 1 ianuarie 2022 avea o populație de 140 de locuitori.